# 1-й артиллерийский полк (Франция)
1-й артиллерийский полк (полк де Ла Фер, фр. 1er régiment d'artillerie) — старейший артиллерийский полк французской армии. Изначально он был создан в 1671 году при старом порядке. В настоящее время базируется в Бурони (территория Бельфор), входит в состав 1-й бронетанковой дивизии.
После Деволюционной войны разбросанные по гарнизонам крепостей французские артиллеристы были сведены в четыре роты канониров, две роты бомбардиров и две роты рабочих, которые помимо строительства укреплённых позиций занимались наведением понтонных мостов. Эти роты вошли в состав созданного в 1671 году полка королевских фузилёров (он был вооружён кремнёвыми фузеями вместо мушкетов), в обязанности которого входила охрана артиллерии в бою. В 1693 году этот полк получил название Королевского артиллерийского
Полк под названием «Полк де ла Фер» (фр. Régiment de la Fère) был создан в 1765 году из 1-го батальона Королевского Артиллерийского полка. В 1791 году, после Французской революции, из его названия было убрано имя аристократического покровителя, и ему был присвоен номер 1, как старейшему артиллерийскому полку Франции. 1 сентября 1785 года в этот полк получил назначение шестнадцатилетний Наполеоне ди Бонапарте в звании второго лейтенанта.

## Организация на 2018 год
- Артиллерийские батареи
  - 1-я батарея (M270 MLRS)
  - 2-я батарея (M270 MLRS)
  - 3-я батарея (M270 MLRS)
- Батареи поддержки

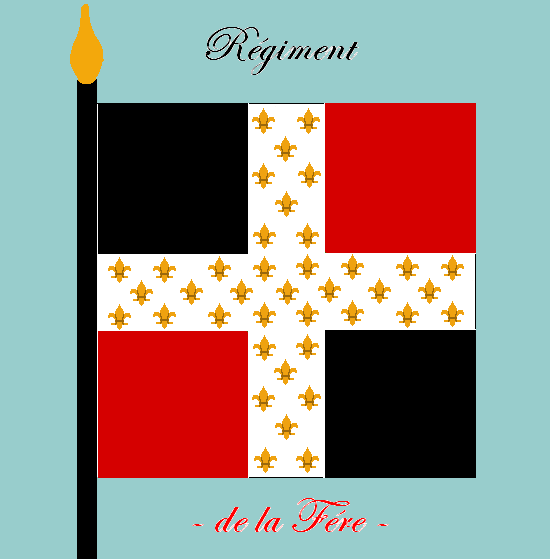
Флаг полка де ла Фер

  - 5-я батарея — радиолокационная батарея (РЛС COBRA)
  - 6-я батарея — радиолокационная батарея
  - 7-я батарея — резервная
  - Battery de Maintenance — батарея технического обслуживания
  - Battery de commandement et de logistique — батарея командно-логистической поддержки